# 浴场圣伯尔纳铎堂

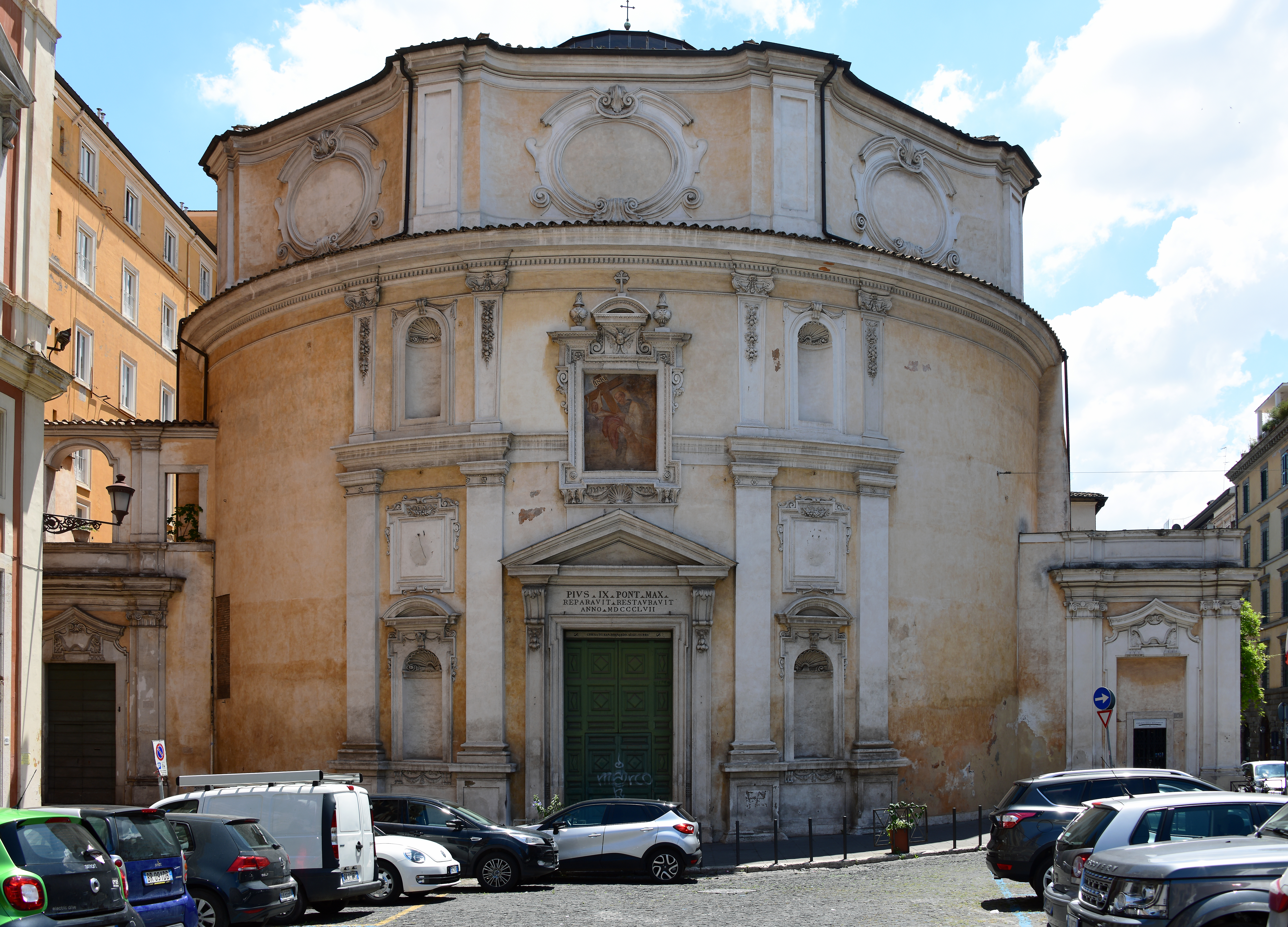
浴场圣伯尔纳铎堂

浴场圣伯尔纳铎堂（義大利語：San Bernardo alle Terme）是罗马的一座宗座圣殿。也是一間司鐸級樞機領銜聖堂。 
这座聖堂建于1598年，最初属于法国熙笃会的Feuillants。法国大革命期间，这座建筑及所附的寺院改属圣伯尔纳铎堂会。
德国画家约翰·弗里德利希·奥韦尔贝克，拿撒勒运动的创始人，埋葬在这里。
浴场圣伯尔纳铎堂的结构类似于万神庙，是一个圆柱形，直径22米，有一个圆顶。内部有八尊圣人雕像，是卡米洛·马里亚尼的作品，是所谓国际风格主义很好的例子。